# Кузьминці (Росія)
Ку́зьминці (рос. Кузьминцы) — присілок в Якшур-Бодьїнському районі Удмуртії, Росія.
Населення — 39 осіб (2010; 42 в 2002).
Національний склад (2002):
- удмурти — 83 %